# Rhône-Alpes Isère Tour
A Rhône-Alpes Isère Tour é uma corrida de ciclismo por etapas francesa que se disputa no departamento de Isère (região de Ródano-Alpes), em abril ou maio.
Criou-se em 1991 como corrida amador com o nome de Tour Nord-Isère e até 2005 não foi profissional por isso a maioria de ganhadores têm sido franceses. Desde a criação dos Circuitos Continentais UCI em 2005 faz parte do UCI Europe Tour, dentro da categoria 2.2 (última categoria do profissionalismo). Já em 2006 mudou ao nome atual.

## Palmarés
Em amarelo: edição amador.
| Ano                    | Ganhador            | Segundo             | Terceiro          |
| Tour Nord-Isère        |                     |                     |                   |
| ---------------------- | ------------------- | ------------------- | ----------------- |
| 1991                   | Denis Moretti       | Eric Magnin         | Marian Goldyn     |
| 1992                   | Francisque Teyssier | Patrick Vallet      | Jean-Luc Jonrond  |
| 1993                   | David Orcel         | Denis Moretti       | Cyril Sabathier   |
| 1994                   | Frédéric Gabriel    | Arnaud Prétot       | Gilles Pauchard   |
| 1995                   | Dominique Mollard   | Jean-Yves Duzellier | Marc Thévenin     |
| 1996                   | Stéphane Houillon   | Olivier Trastour    | Marc Thévenin     |
| 1997                   | Éric Drubay         | Cédric Célarier     | Pascal Galtier    |
| 1998                   | Marc Thévenin       | Pascal Pofilet      | Benoît Luminet    |
| 1999                   | Éric Drubay         | Nicolas Dumont      | Ludovic Turpin    |
| 2000                   | Marlon Pérez        | Alexandre Grux      | Éric Drubay       |
| 2001                   | David Pagnier       | Stéphane Auroux     | Olivier Martinez  |
| 2002                   | Jeff Peeters        | Noan Lelarge        | Christophe Morel  |
| 2003                   | Christophe Morel    | Steven De Champs    | Jérémy Dérangère  |
| 2004                   | Laurent Mangel      | Mickaël Leveau      | Gilles Canouet    |
| 2005                   | Maint Berkenbosch   | Tomasz Smoleń       | Lars Thomsen      |
| Rhône-Alpes Isère Tour |                     |                     |                   |
| 2006                   | Tomislav Dančulović | Eduardo Gonzalo     | Matija Kvasina    |
| 2007                   | Gabriel Rasch       | Nicolas Vogondy     | Hakan Nilsson     |
| 2008                   | Jérémie Derangère   | Nicolas Vogondy     | Radoslav Rogina   |
| 2009                   | Yann Huguet         | Nicolas Vogondy     | Maxime Bouet      |
| 2010                   | Jérôme Coppel       | Nicolas Baldo       | Sergey Firsanov   |
| 2011                   | Sylvain Georges     | Thibaut Pinot       | Lasse Bøchman     |
| 2012                   | Paul Poux           | Sergey Rudaskov     | Romain Hardy      |
| 2013                   | Nico Sijmens        | Fabien Schmidt      | Rene Mandri       |
| 2014                   | Matija Kvasina      | Julien Guay         | Corrado Lampa     |
| 2015                   | Sam Oomen           | Fabrice Jeandesboz  | Florian Dumourier |
| 2016                   | Lennard Hofstede    | Jérôme Baugnies     | Adrien Costa      |
| 2017                   | Marco Minnaard      | Pascal Eenkhoorn    | Jérôme Mainard    |
| 2018                   | Stephan Rabitsch    | Niklas Larsen       | Jérôme Baugnies   |
| 2019                   | Matthias Krizek     | Claudio Imhof       | Sander Andersen   |

## Palmarés por países
| País          | Vitórias |
| ------------- | -------- |
| França        | 17       |
| Países Baixos | 4        |
| Croácia       | 2        |
| Bélgica       | 2        |
| Áustria       | 2        |
| Colômbia      | 1        |
| Noruega       | 1        |